# The Colonel’s Bequest
The Colonel’s Bequest – komputerowa gra przygodowa wydana przez firmę Sierra On-Line w 1989. Jest pierwszą z cyklu, w której główną bohaterką jest młoda dziewczyna Laura Bow. Gra wykorzystuje silnik SCI0. Pracuje w 16 kolorach, a polecenia gracz wydaje wpisując słowa kluczowe do interfejsu. Kontynuatorem serii przygód Laury Bow jest gra The Dagger of Amon Ra wydana w 1992.

## Fabuła
Akcja gry została umiejscowiona w latach 20. XX wieku. Bohaterką gry jest Laura Bow, studentka na Uniwersytecie Tulane, córka detektywa, której ambicją jest zostać dziennikarką. Laura zostaje zaproszona na weekend do posiadłości swojej koleżanki Lillian. Wkrótce dowiaduje się o panującej nienawiści rodzinnej oraz pałanią za wszelką cenę chęcią dostania się do testamentu wuja – pułkownika Dijona. Spory i kłótnie doprowadzają do morderstwa, a Laura, jako jedyny obiektywny świadek ma niewiele czasu, aby wskazać zbrodniarza.
Zadaniem gracza jest poznawanie sekretów rodzinnych i typowanie kolejnych podejrzanych, aby wskazać mordercę. W grze znajduje się także wątek poboczny dotyczący ukrytego skarbu.
Fabuła postępuje co 15 minut czasu gry wraz z nowym elementem, który przybliża gracza do rozwiązania (czyli czas nie posunie się do przodu, jeżeli np. nie znajdziemy jakiegoś przedmiotu, z kimś ważnym w danym momencie nie porozmawiamy lub nie zauważymy czegoś istotnego).